# Георги Илиев (писател)
Вижте пояснителната страница за други личности с името Георги Илиев.
Георги Илиев е писател на научна фантастика и на нефантастични произведения.

## Биография
Георги Илиев е роден през 1881 г. в странджанското с. Тарфа, намиращо се на 40 км от Цариград. Баща му е бил въглищар, а в семейството е имало още 8 деца.
Дядото на писателя е бил свещеник. Самият Г. Илиев също постъпва в Цариградската семинария, но е изключен заради дневника си от там. През 1903 г. Екзарх Йосиф го кани на аудиенция и му възлага задача да следи турските части в империята. Скоро обаче Г. Илиев е заловен и заточен в Смирна (Мала Азия), откъдето успява да избяга през 1905 г. и с кораб достига до пристанището в Бургас. Установява се при свои близки в Стара Загора. През 1906 г. издава стихосбирката „Тъжни напеви“ под псевдонима Склавус салтанс (което означава „весел роб“) за преживяванията си по време на заточението. Заминава за Германия, където учи за строителен инженер.
Участва в Първата световна война. След нея работи като строителен инженер в Стара Загора. През 1921 г. издава, повлияната от символизма, стихосбирка „Горести“, като отново използва псевдоним, този път – Георги Смирнов.
След 1944 г. участва в строежа на язовир „Георги Димитров“.
Владее няколко езика, в края на живота си изучава китайски.

## Приноси към фантастиката
Автор е на първите български научнофантастични романи „О-Корс“ и „Теут се бунтува“, вторият – награден от Министерството на народната просвета през 1934 г. Освен тях, в архивите на писателя са намерени неиздадени ръкописи на още два романа в същия жанр с работни заглавия „Смърт в небесата“ (от 1946 г.) и „С космическа ракета“ (по-ранно заглавие: „До Сатурн и Венера“) – вероятно от края на 40-те и началото на 50-те години. Издателство „Народна младеж“ е водило кореспонденция с автора за издаването на втория роман, но за жалост това намерение не е реализирано. Предполага се обаче, че първият ръкопис е по-ранен вариант на друг роман, чието име самият Георги Илиев е посочил на контратитула на романа „От вятър отвяни“ сред своите вече издадени творби. Там стои заглавието „Под ново слънце“ и благодарение усилията на Елена Боева (дипломантка на проф. Иван Сарандев) е открито писмо, от което става ясно, че романът все пак не е излязъл. Имало е готови около 6 коли от него, но Министерството на просветата е отказало хартия и по-късно ръкописът е изчезнал по време на бомбардировките над София, когато сградата на издателството е срутена.

## Стил и особености
Както отбелязва проф. Сарандев, и за двата издадени фантастични романа на Г. Илиев са характерни две неща: 1. Сюжетът е изграден около преодоляване на препятствия от планетарен мащаб и 2. Описват се отношенията в любовен триъгълник между главния герой и две жени, едната от които е отмъстителна и му влияе пагубно, въплъщавайки тъмната страна на душата, а другата въплъщава положителното начало в женската природа – грижовна, насърчаваща, помагаща, любяща и т.н. Романът „О-Корс“ е първата в литературата ни научна фантастика, в която авторът се интересува от човешкото щастие, благородството, саможертвата, безграничните възможности на човешкия разум, въпроси на междуличностната етика. Главните герои и в двата романа стават жертва на завистта на враговете и съперниците си, на тяхната ограниченост, властолюбие и посредственост.
Важен принос на автора е представянето във фантастичните му произведения на жените като равностойни на мъжете – учени, творци и хора със свободна и силна воля.
Георги Илиев измисля български думи, с които опитва да замени чуждите, но опитите му от днешна, а и не само от днешна, гледна точка са доста неудачни. Например използва вместо „робот“ – „силодей“, вместо „парашут“ – „падобран“, вместо „високоговорител“ – „гласник“, вместо „шифър“ – „числоред“ и т.н. При това по него време вече са се използвали валидните и до днес термини, но той съзнателно е архаизирал езика си и това е пречело и на тогавашната рецепция на творбите му и е намерило отражение в критиките към романите му.

### Фантастика
Романи
- 1930 – „О-Корс“. Стара Загора, печатница „Светлина“ (I издание)
- 1983 – „Теут се бунтува“ (роман). Пловдив, „Христо Г. Данов“
- 1946 – „Смърт в небесата“ (неиздаден)
- ??? – „С космическа ракета“ с по-ранно заглавие „До Сатурн и Венера“ (неиздаден)

### Нефантастика
Романи
- 1946 – „От вятър отвяни“

Повести
- 1937 – „Повест за Нанти“
- 1940 – „Три капки кръв“

### Поезия
- 1921 – „Горести“